# Ламбер, Жак
Жак Жорж Ламбер (фр. Jacques Georges Lambert; 14 января 1891, XVI округ Парижа — 4 января 1948, XVII округ Парижа) — французский архитектор, двукратный призёр конкурса искусств на Олимпийских играх 1928 года.

## Биография
Жак Ламбер родился в XVI округе Парижа в семье художника Жоржа Ипполита Ламбера (1858—1925) и Одиль Матильды Саварр. В 1911 году он поступил в Национальную высшую школу изящных искусств в Париже, которую окончил в 1920 году (дипломная работа — вилла Le Parisien в лесу Фонтенбло). В 1926—1942 годах работал архитектором в Париже. Какое-то время его соратниками были Гюстав Сааке и Пьер Байи. Для выставки «1925 год, когда ар-деко соблазняет мир», которая проходила в Париже, они спроектировали «Алмазный павильон». Они также являются авторами проекта стадиона «Жан-Буэн» в Париже (он был снесён и перестроен в 2010 году). В 1929 году Ламбера пригласили в Нью-Йорк, чтобы показать ему местные парки и детские площадки. Он был членом «Общества государственных дипломированных архитекторов».
Ламбер является автором проекта «Стадиона в Версале». Благодаря этой работе он выиграл две медали в архитектуре на конкурсе искусств Олимпийских игр 1928 года — серебряную в категории градостроительных и бронзовую в категории архитектурных проектов. Однако никаких документов, содержащих подробную информацию о проекте Ламбера, найдено не было. На архитектурных конкурсах Ламбер также представил проекты теннисного корта, крытого теннисного корта и здания гольф-клуба (не получили наград). Лауреат многочисленных национальных премий и медалей архитектурных конкурсов (в том числе премии Эдмона Лабарра в 1925 году).
В 1932 году он стал кавалером ордена Почётного легиона, а в 1938 году — офицером ордена.
Умер 4 января 1948 года (по другим данным — в 1947 году) в XVII округе Парижа и был похоронен на кладбище в Нёйи-сюр-Сен (вместе со своим отцом).